# L'Orgue

L'Orgue est une mélodie pour voix et piano de la compositrice Claude Arrieu, écrite en 1954.

## Contexte et création
Claude Arrieu compose L'Orgue en 1954 sur un texte de Charles Cros paru pour la première fois dans la revue La Parodie le 1er septembre 1869 puis dans le recueil Le Coffret de santal. La mélodie est publiée par la Casa Ricordi en 1957.